# Pablo Verón
Pablo Verón, född 17 oktober 1971, är en tangodansare som fick sitt stora genombrott med Sally Potters film The Tango Lesson, där de båda spelade roller som intill förväxling liknade dem själva. Pablo Verón har även deltagit i teateruppsättningen Tanghost, där Henrik Ibsen blandas med argentinsk tango.